# Харви (окръг, Канзас)
Окръг Харви (на английски: Harvey County) е окръг в щата Канзас, Съединени американски щати. Площта му е 1399 km², а населението - 33 643 души. Административен център е град Нютън.